# Tetraidrocannabivarina
La tetraidrocannabivarina (Delta(9)-tetraidrocannabivarina, THCV)  è uno dei numerosi principi attivi contenuti nella Cannabis sativa. Al pari di quanto avviene per altri fitocannabinoidi, si sa ancora molto poco sulle sue proprietà farmacologiche, nonostante sia stato isolato per la prima volta nel 1971.
Recenti studi hanno dimostrato che la THCV è un potente antagonista dell'anandamide, il più noto cannabinoide endogeno. Sembra che tale antagonismo si eserciti tanto sui recettori CB1 che sui CB2.
Tali dati suggeriscono che in vivo la THCV possa esercitare un ruolo di modulazione dei cannabinoidi psicotropi come il tetraidrocannabinolo.